# 맥시멈 오버드라이브
《맥시멈 오버드라이브》(영어: Maximum Overdrive)는 미국에서 제작된 1986년 공포 영화이다. 스티븐 킹의 유일한 영화 연출작이다. 에밀리오 에스테베즈 등이 출연하였고, 마사 슈매커 등이 제작에 참여하였다.

## 줄거리
1987년 6월 19일 한 혜성의 꼬리가 지구 곁을 지나가면서 모든 기계들이 살아 움직이기 시작한다. 현금 자동 입출금기는 고객에게 모욕적인 말을 하고, 도개교는 교통 체증 중에 갑자기 올라가 차량들이 강으로 추락하거나 충돌한다. 기계들이 인간을 공격하면서 세상은 혼돈에 빠진다.
노스캐롤라이나주 윌밍턴 외곽의 딕시 보이 트럭 운전자 휴게소에서 주유 펌프가 디젤을 분사해 직원을 실명시키고, 식당 종업원은 전기칼에 다치고, 오락실 게임기는 고객을 감전시킨다. 요리사이자 가석방자인 빌 로빈슨은 불길한 낌새를 눈치챈다. 한편 리틀 리그 베이스볼에서는 자동 판매기가 소다 캔을 발사해 코치를 죽이고, 운전자 없는 로드 롤러가 도망치는 아이를 깔아뭉갠다.
신혼 부부 코니와 커티스는 길가 주유소에서 시체를 발견한 뒤 견인차가 커티스를 죽이려 하자 차를 타고 도망친다. 예초기, 사슬톱, 헤어드라이어, 트랜지스터 라디오, RC 카, 아이스크림 트럭까지 모든 기계가 사람들을 공격한다. 트럭 정류장에서는 쓰레기 수거차가 실명한 직원을 죽이고, 그릴에 그린 고블린 섬유 유리 마스크를 단 트럭은 성경 판매원을 도랑에 처박는다. 이후 대형 트럭들이 트럭 운전자 휴게소를 에워싼다.
코니와 커티스는 트럭들 사이를 지나가려다가 차가 뒤집히고, 빌과 히치하이커 브렛 그레이엄의 도움으로 트럭의 공격을 피한다. 트럭 정류장 주인 버바 헨더숏은 지하 엄폐호에 숨겨둔 로켓포 M72 LAW로 많은 트럭을 파괴한다. 실명한 직원의 아들은 하수관을 통해 휴게소에 들어가려 하지만 철망에 막힌다. 밤에 생존자들은 성경 판매원의 비명을 듣고, 빌과 커티스가 하수관을 통해 성경 판매원을 구출하러 나선다. 직원의 아들이 성경 판매원에게 공격받자 빌과 커티스가 그를 구출한다. 이후 트럭이 이들을 하수관을 통해 쫓는다.
다음 날 아침 불도저와 플랫폼 트럭이 휴게소로 온다. 분노한 헨더숏은 로켓탄 발사기로 불도저를 공격하지만 차 지붕만 날리는 데 그치고, 플랫폼 트럭이 M60 기관총을 쏘아 헨더숏을 비롯한 많은 사람들을 죽인다. 플랫폼 트럭은 굴착기 경적을 활용해 모스 부호로 살고 싶으면 경유를 공급하라고 요구한다.
생존자들은 자신들이 기계에 예속되었음을 깨닫고, 빌은 차량이 허용되지 않는 연안에서 멀리 떨어진 섬 헤이븐으로 탈출하자고 제안한다. 빌은 혜성이 실은 성간 외계인들이 인류를 절멸시키고 지구에 재정착하기 위해 사용하는 "빗자루"라고 추론한다. 다음 날 연료를 공급하던 중 빌은 플랫폼 트럭에 수류탄을 던져 파괴하고, 하수구를 통해 탈출한다. 트럭들과 불도저가 휴게소를 파괴하는 동안 사람들은 선착장으로 향한다. 아이스크림 트럭이 나타나지만 브렛과 커티스가 파괴한다. 그린 고블린 트럭이 선착장까지 쫓아와 트럭 운전사를 죽이지만 빌이 로켓포로 파괴한다. 생존자들은 범선을 타고 헤이븐으로 향한다.
이틀 후 혜성 꼬리에 숨어 있던 미확인 비행체가 레이저 포와 핵미사일을 보유하고 있던 소련의 "기상 위성"에 의해 처리되었고 혜성 꼬리도 지구를 다 지나갔다는 에필로그가 텍스트로 떠오른다. 그렇게 기계들은 작동을 멈추고 생존자들은 살아남는다.

## 출연진
- 에밀리오 에스테베즈
- 팻 힝글
- 로라 해링턴
- 야들리 스미스
- 존 쇼트
- 프랭키 페이존
- 리언 리피
- 크리스토퍼 머니
- 홀터 그레이엄
- 잔카를로 에스포시토
- 스티븐 킹
- 말라 메이플스

## 기타 제작진
- 공동 제작: 밀턴 서보츠키
- 미술: 조르조 포스틸리오네
- 의상: 클리퍼드 커폰